# Replace Me With Something New
Replace Me With Something New är det andra fullängdsalbumet av bandet Vanessa. Albumet släpptes den 10 oktober 2004.

## Låtlista
1. White Hair Dyed Black
2. Infected
3. Lovesong
4. Patience Decrease
5. Her Father
6. In Winter
7. This is my Phobia
8. Candle Flicker
9. The Sin
10. Models on a Screen
11. They All Do

## Medverkande
- Marcus Nordin - Sång, gitarr.
- Joakim Näslund - Gitarr
- Patrik Angestav - Keyboard
- Björn Pinner - Elbas
- Andreas Wiberg - Trummor

### Fotnoter
1. ↑  ”Replace Me With Something New” (på engelska). Vanessa. Arkiverad från originalet den 14 september 2006. https://web.archive.org/web/20060914140053/http://vanessa.se/replace.htm. Läst 22 januari 2017.